# Friedrich Eduard Krichauff
Friedrich Eduard Heinrich Wilhelm Krichauff (* 15. Dezember 1824 in Schleswig; † 29. September 1904 in Norwood bei Adelaide, Australien) war ein deutsch-australischer Botaniker und Politiker.

## Leben

### Familie
Friedrich Eduard Krichauff war der Sohn des Obergerichtsadvokaten und Etatrat Johann Carl Krichauff und dessen Ehefrau Julie (geb. von Bertouch).
Der Vater seiner Ehefrau Dorothea Sophia Arivolina  (geb. Fischer) (1836–1919), die er am 10. Mai 1853 in Bugle Ranges heiratete, stammte ebenfalls aus Schleswig-Holstein; von seinen vier Söhnen sind namentlich bekannt:
- Edward William Krichauff (* 1858; † 22. Dezember 1925), Treuhänder der staatlichen Bank;[1]
- Friedrich Charles Krichauff (* 27. Juni 1861; † 25. März 1954), Architekt.

### Ausbildung
Er besuchte die Schule in Schleswig und in Husum, ging darauf nach Kiel und begann ein Studium der Botanik an der Universität Kiel und war zugleich Gartengehilfe im Botanischen Garten der Universität.
1846 wechselte er an die Universität Berlin und immatrikulierte sich als Student der Philosophie; in Berlin schloss er sich der Märzrevolution 1848 an. Enttäuscht vom Ausgang der Freiheitsbewegung, die auch das Ende der schleswig-holsteinischen Erhebung bedeutete, entschloss er sich, als sogenannter 48er seinem Husumer Jugendfreund Ferdinand Müller zu folgen, der 1847 nach Australien ausgewandert war.

### Auswanderung nach Australien und berufliches Wirken
Er ging in Hamburg an Bord eines Auswandererschiffes und erreichte im Dezember 1848 Australien.
Zusammen mit Ferdinand Müller, der ebenfalls Botaniker war, erwarb er mithilfe von Samuel Davenport (1818–1906) Land in den Bugle Ranges zwischen Strathalbyn und Mount Barker, östlich von Adelaide, um es zu bewirtschaften; 1849 erfolgte seine Einbürgerung in Südaustralien. Kurz darauf kehrte Ferdinand Müller nach Adelaide zurück.
Auf seinem eigenen Grund und Boden experimentierte er intensiv mit Pflanzen- und Saatgut und entwickelte neue Anbaumethoden. Nutznießer seiner agrarwissenschaftlichen Untersuchungen war sein Freund Ferdinand Müller, der inzwischen Direktor des Botanischen Gartens Royal Botanic Gardens in Melbourne war und sich über Pflanzenspenden für sein Herbarium freute.

### Politisches Wirken
Friedrich Eduard Krichauff erwarb seine ersten politischen Erfahrungen auf lokaler Ebene als Regierungsrat in Macclesfield und Chef der Kommunalverwaltung von Strathalbyn. Am 9. März 1857 wurde er vom Bezirk Mount Barker und als erster Deutschstämmiger in das südaustralische Parlament, das im Parliament House in Adelaide tagte, gewählt, trat jedoch bereits am 12. März 1858 von seinem Amt zurück.
Seine Wiederwahl für den Bezirk Onkaparinga erfolgte am 5. April 1870, er trat dann am 22. Mai 1882 erneut zurück, um eine Reise nach Europa und Amerika durchzuführen; in dieser Zeit wurde 1873 sein eingebrachtes Forstgesetz verabschiedet und er initiierte im August 1875 die Bildung einer Forstbehörde und war kurze Zeit Kommissar für öffentliche Arbeiten und Agrarminister unter dem Premierminister Henry Strangways (1832–1920). Nach seiner Rückkehr wurde er am 8. April 1884 für den Bezirk Victoria in das Parlament gewählt und vertrat dort seinen Wahlkreis, bis er im Juni 1890 für den Südbezirk in den Legislativrat von Südaustralien kam; dort blieb er bis zum 18. Mai 1894.
1888 wurde er Vorsitzender des Zentralen Landwirtschaftsbüros und blieb es bis zu dessen Schließung 1902.

### Schriftstellerisches Wirken
Er trat auch als wissenschaftlicher Autor auf und veröffentlichte unter anderem 1901 eine Arbeit über Düngungsmethoden auf dem Feld und im Garten, dazu publizierte er in The Chronicle und veröffentlichte Schriften 1879 über die Wasserversorgung durch artesische Brunnen und Rohrbrunnen, 1896 über die Zuckerrübenindustrie und 1899 über die Weinindustrie.

## Trivia
1914 wurden, als Reaktion auf den Ausbruch des Ersten Weltkrieges, zahlreiche Orte, die deutsche Namen trugen, umbenannt, so auch die kleine Ortschaft Krichauff. Zu Ehren eines britischen Admirals erhielt sie den Namen Beatty; seit 1940 heißt das einstige Krichauff Mount Mary (siehe auch: Umbenennung deutscher Ortsnamen in Australien).
Im Finke-Gorge-Nationalpark, durch den auch der Finke River führt, wurde ein Bereich nach ihm benannt.

## Schriften (Auswahl)
- Forest conservancy and timber supply: a paper read before a meeting of the Chamber of Manufactures in the South Australian Institute. Adelaide 1875.
- The customs, religious ceremonies, etc., of the Aldolinga or Mbenderinga tribe of Aborigines in Krichauff Ranges, South Australia. Adelaide 1890.
- The future of our wine industry and the results of manuring vineyards in Europe and Australia. Adelaide 1900.
- Fertilizing Field and Garden. Adelaide, 1901.